# Sterna hirundinacea
Sterna hirundinacea е вид птица от семейство Sternidae.

## Разпространение
Видът е разпространен в Аржентина, Бразилия, Еквадор, Перу, Уругвай и Чили.